# 退货授权
退货授权（英語：Return merchandise authorization，簡稱RMA），又称退料授權，是指顧客在产品保修期内退货以获得退款或更换以及维修產品的流程。顧客和商家可以商討如何处理产品，可以是退款、更换产品或维修产品。